# Valadares (São Pedro do Sul)
Valadares é uma povoação portuguesa sede da Freguesia de Valadares do Município de São Pedro do Sul, freguesia com 20,42 km² de área e 660 habitantes (censo de 2021), tendo, por isso, uma densidade populacional de 32,3 hab./km².
Valadares possui como principal evento atrativo a Feira da Laranja, realizada de dois em dois anos (Sejães aloja a Feira da Laranja quando não se realiza em Valadares), e o seu nome é alusivo à grande produção destes citrinos de grande qualidade nessa zona.
A aldeia tem uma zona habitacional de cerca de 3 km de extensão, sendo constituída por cerca de 100 casas bastante espaçadas entre si e ligadas por uma grande rede de caminhos rurais.

## Demografia
A população registada nos censos foi:
| Distribuição da População por Grupos Etários | Distribuição da População por Grupos Etários | Distribuição da População por Grupos Etários | Distribuição da População por Grupos Etários | Distribuição da População por Grupos Etários |
| -------------------------------------------- | -------------------------------------------- | -------------------------------------------- | -------------------------------------------- | -------------------------------------------- |
| Ano                                          | 0-14 Anos                                    | 15-24 Anos                                   | 25-64 Anos                                   | > 65 Anos                                    |
| 2001                                         | 135                                          | 138                                          | 472                                          | 262                                          |
| 2011                                         | 72                                           | 96                                           | 395                                          | 242                                          |
| 2021                                         | 42                                           | 46                                           | 300                                          | 272                                          |

## Lugares
A aldeia de Valadares é, devido à sua dimensão, normalmente dividida em 15 lugares:
{{div col|3]]
- Aidalém
- Alqueve
- Barreiro
- Carqueijal
- Cavadinha
- Chaínho
- Castelo
- Fonte Longa
- Fundo-da-aldeia
- Matosas
- Olho Marinho
- Quintãs
- Remoinho
- Ribeira
- Tapadinho
- Vinha
- Trincheira
- Portal do Inferno
- Mina da Bajonca - Inicio do Mundo

## Aldeias
A freguesia de Valadares é composta por várias aldeias:
- Boavista
- Chão-do-Côto
- Cavadas
- Covelo
- Gamoal
- Gramol
- Granja
- Ortigueira
- Paradela
- Pedreira
- Pinho
- Preguinho
- Prezinha
- Valadares
- Vilarinho

### Preguinho
Preguinho é um local situado a norte de Valadares. É constituído por 39 casas espaçadas por pequenos caminhos rurais e habitado por cerca de 75 pessoas. Existem duas festas religosas. Uma dedicada à Nª Srª da Ouvida e outra destinada à abundância de comida. No dia 20 de maio de 1956 esta terra foi assolada por uma forte chuva de acabou matar 20 pessoas e fazer muitos danos materiais.

## Património arquitetónico
Património arquitectónico referenciado no SIPA:
- Capelas da Senhora das Neves, de São Manuel, de São Bartolomeu, de São Caetano, de São Pedro, da Senhora de Fátima, da Senhora da Ouvida
- Cruzeiro em Valadares
- Igreja Paroquial de Valadares / Igreja de Nossa Senhora da Expectação
- Ponte Luís Bandeira

## Património natural
- Serra da Gravia
- Trechos do rio Vouga no lugar de Ribelas e no lugar de Canal

## Comércio e desenvolvimento
Recentemente tem-se assistido a um grande desenvolvimento na área comercial, com a criação da cooperativa "Mimos" e com a construção de um edifício junto à Igreja que terá diversas funções relacionadas com as necessidades da população. A estrada principal também foi recentemente remodelada, com a adição de um caminho pedonal paralelo à estrada e com a criação de um estacionamento para veículos. Graças à exportação de citrinos e de licores, Valadares tem conseguido equilibrar as contas e até mesmo arrecadar algum lucro.

## Celebrações importantes
- Feira da Laranja (data variável);
- Dia da Nossa Senhora dos Remédios (8 de Setembro);
- Dia da Nossa Senhora da Expectação, padroeira de Valadares (18 de Dezembro).
- Bajonca Rock Fest.

No dia 29 de abril de 1948 assistiu-se a um sismo que registou 2,3 na escala de Richter.